# Monte Vsevidof
O Monte Vsevidof (pronuncia-se / ˌ vɪzɘvidɔf /) É um estratovulcão localizado no estado americano do Alasca. Seu cume é o ponto mais alto da Ilha Umnak, uma das Ilhas Aleutas. Seu cone simétrico sobe abruptamente em seu entorno. Sua erupção mais recente foi causado por um terremoto de magnitude 8,6 ocorrido em 9 de março de 1957. A montanha entrou em erupção no dia 11 de março, após permanecer dormente por 200 anos. A forte erupção terminou no dia seguinte, seguido de um tsunami que atingiu o Havaí.

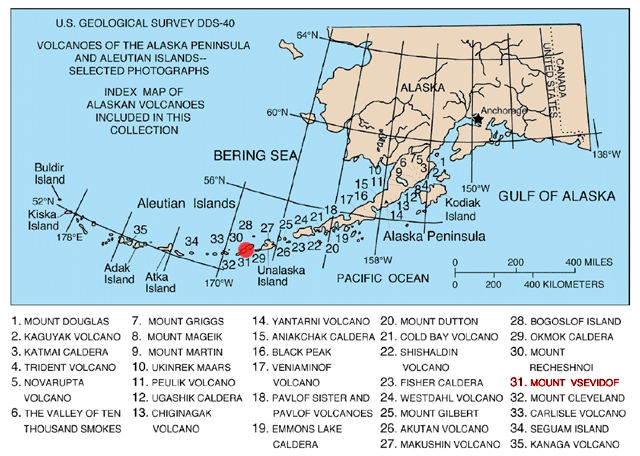
Mapa dos vulcões do Alasca. O Monte Vsevidof está marcado com um ponto em vermelho.